# Sjoerd Wartena
Sjoerd Wartena (Amsterdam, 1 mei 1939) was een Nederlands roeier. Hij nam eenmaal deel aan de Olympische Spelen, maar won bij die gelegenheid geen medaille.
In 1964 maakte hij op 25-jarige leeftijd zijn olympisch debuut op de Olympische Zomerspelen van Tokio. Samen met Jim Enters, Herman Boelen en Sipke Castelein kwam hij uit op het onderdeel vier zonder stuurman. De roeiwedstrijden werden gehouden op de roeibaan van Toda, die was aangelegd voor de geplande Olympische Spelen van 1940. De Nederlandse ploeg drong door tot de finale en eindigde daar met een tijd van 7.09,98 als vierde van de zes finalisten. Het Deense team won de wedstrijd in 6.59,30.
Wartena was als student aangesloten bij ASR Nereus in Amsterdam. Later werd hij neerlandicus. Hij is lid van het Groene Front.

## Palmares

### roeien (twee met stuurman)
- 1963:  EK in Kopenhagen

### roeien (vier zonder stuurman)
- 1964: 4e OS in Tokio - 7.09,98

Sjoerd Wartena · 
Jim Enters · 
Herman Boelen · 
Sipke Castelein